# Albatros D.V
Az Albatros DV, illetve továbbfejlesztett változata, az Albatros DVa, első világháborús német együléses vadászrepülőgépek, amelyeket az Albatros repülőgépgyár tervezett és gyártott.

## Története
Az Albatros DV prototípusa feltételezhetően 1917 elején készülhetett el az Albatros D.III alapjain. Az sorozatgyártásra vonatkozó első 200 darabos megrendelést ez év áprilisában írták alá, és az első gépek májusban kerültek ki a frontra az antant repülőgépeinek - elsősorban az S.E.5 - ellensúlyozása céljából. Kiszélesítették és oválisabbá tették a törzset, megnövelték és áramvonalasították a légcsavart, változtattak a felső szárny illesztésén.
A nyilvánvaló tervezési problémák ellenére a kezdeti 200 darabos rendelést rövid időn belül, májusban, illetve júniusban, további 400, illetve 300 gép megrendelése követte. A DV azonban sohasem tudta a DIII-at felülmúlni - olyannyira nem, hogy a DIII folyamatosan gyártásban maradt, sőt túlélte a DV-öt abban az értelemben, hogy az utolsó DIII megrendelés későbbi, mint az utolsó DV megrendelés.
Miután kiderült, hogy nem felel meg az új gép az elvárásoknak, több átalakítást végeztek rajta, ezek egy részénél "visszanyúltak" a D III-ashoz és 1918 elején gyors ütemben cserélték le a DV gépeket az új változatra, amire a DVa jelölést használták.
Mégsem lett igazán jó a konstrukció, a teljesítménye nem váltotta be a pilóták várakozásait. Ezen a helyzeten csak a Mercedes DIIIa motor megjelenése változtatott 1918 márciusától kezdve. Ezenfelül a szárnyleválási problémák sem oldódtak meg a DVa megjelenésével - ennek a problémának a végleges kiküszöböléséhez további módosításokat hajtottak végre a már fronton lévő gépeken is.
A DVa típust licenc alapján az OAW repülőgépgyár is gyártotta egy 600 darabos megrendelés értelmében.
A fronton szolgáló DVa gépek összlétszáma 1918 április 30-án érte el a csúcspontját, amikor 928 darab ilyen típusú gép harcolt a németek oldalán.
A sokkal jobb teljesítményt nyújtó Fokker DVII megjelenésével azonban az Albatros gépek szerepe egyre csökkent, és a háború végére az Albatros gyár már több Fokker DVII-et gyártott licenc alapján, mint maga a Fokker.

## Pilóták

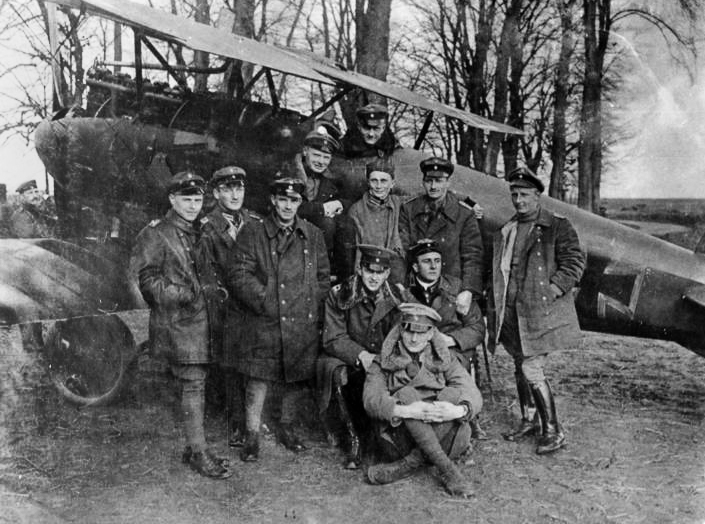
Manfred von Richthofen

Több ász is repülte a modellt, Manfred von Richthofent egyszer le is lőtték egy ilyen gépben, de egy időben ilyet használt Hermann Göring hadnagy, a Luftwaffe későbbi parancsnoka is.[forrás?]

## Műszaki adatok

### Motor
Az Albatros DV erőforrásaként egy hat hengeres, vízhűtéses 160-180 LE-s Mercedes motor szolgált.

### Méretadatok
A gép szárnyának fesztávolsága 9,04 méter, szárnyfelülete 21,20 m². A gép hossza 7,33 méter, magassága 2,70 méter.

### Tömegadatok
A gép tömege üresen 687 kg, feltöltve 937 kg

### Fegyverzet
Két LMG 08/15 szinkronizált géppuska,csövenként 1000 7.92 mm-es lőszerrel

## Hadrendbe állító országok
Németország
- Luftstreitkräfte

 Lengyelország
- Lengyel Légierő (a háború után)